# Церковь Михаила Архангела (Алексеевская)
Церковь Михаила Архангела (Архангельская церковь) — бывший православный храм в станице Алексеевской Области Войска Донского, ныне Волгорадской области.

## История
В 1724 году по благословлению митрополита Пахомия (ум. 1723) в станице была построена первая деревянная церковь с колокольней во имя святого Архистратига Михаила. В 1740 году, после наводнения, станица была перенесена на новое место, куда перенесли и церковь, которую освятили в ноябре 1745 года. В 1774 году жители станицы Алексеевской, из-за ветхости Архангельской церкви, купили в станице Михайловской Богоявленскую деревянную церковь с иконостасом, которую перевезли в станицу в сентябре 1774 года, а освятили в мае 1776 года.
Из-за ветхости деревянной церкви, в 1816 года станичники начали строить новую каменную, в то же наименование, с приделом во имя Трёх Святителей (Василия Великого, Григория Богослова и Иоанна Златоуста). Строительство храма было окончено в 1820 году. Придел Трёх Святителей был освящён 12 мая этого же, а главный Архангельский придел освящён 20 января 1827 года. Старая деревянная церковь с колокольней в 1838 году была продана в Старожиловскую слободу Воронежской губернии (ныне посёлок городского типа Старожилово).
Новая каменная церковь имела каменную колокольню, вокруг неё была построена деревянная ограда с каменным фундаментом. Причт при ней по штату 1885 года имел двух священников, одного дьякона и двух псаломщиков. Также храму принадлежали: кирпичный покрытый железом дом для караульных, который находился вне церковной ограды. Церковь находилась в 400 верстах от Донской духовной консистории. Ближайшие к ней храмы: Христо-рождественская и Рождество-Богородицкая церковь в станице Усть-Бузулукской, Николаевская церковь — в станице Акишевской и Рождество-Богородицкая церковь в хуторе Яминском. С 1806 года священником Архангельской церкви был Ефимьев Алексей.
Хутора прихода Архангельской церкви: Сурчинский, Чекуновский, Андреев, Серебянский, Чегорвский, Помалин, Стеженский, Секуров, Карпов и Таволожанский. В этом же приходе работали учебные заведения:
- Женская церковно-приходская школа (открыта в 1891 году).
- Министерское двухклассное училище (открыто в 1806 году).
- Министерское мужское приходское училище в хуторе Чечерском (открыто в 1905 году).
- Министерское мужское приходское училище в хуторе Андреевском (открыто в 1906 году).

После Октябрьской революции долгое время храм стоял без крестов, в нём находилось зернохранилище. В 1950-е годы церковь была разрушена на большие глыбы из кирпичей, непригодные для строительства. В 1988 году был открыт новый приход. Службы проходили в молельном доме, который был куплен на средства прихожан; денег хватило и на дом для проживания священника. Новый храм с станице Алексеевской был возведён в 2002 году на месте молебного дома (улица Красногвардейская, 37); относится он к Новоаннинскому благочинию Урюпинской епархии. При нём было начато строительство кладбищенской часовни Алексия, человека Божия.
Настоятель современного храма — протоиерей Ростислав Бочковский, окормляет хутор Рябовский и посёлок Красный Октябрь. Богослужения совершаются по воскресным и праздничным дням. В храме работает воскресная школа «Лампадочка» и библиотека.